# Bahr al-Zandj
Bahr al-Zandj fou el nom donat pels musulmans a la part occidental de l'oceà Índic entre el golf d'Aden i Madagascar. El nom s'ha conservat en l'illa de Zanzíbar.
El nom derivava del de la costa que els àrabs anomenaven Bilad al-Zandj (País dels Zandjs, és a dir país dels Negres). El nom Zandj ja fou esmentat per Claudi Ptolemeu i altres, i derivaria del persa zang (negre).